# FC Treptow
Der FC Treptow ist ein deutscher Fußballverein aus Berlin. Der Klub steht in der Tradition der Vorgängervereine Elektra Berlin sowie Bewag/Turbine Berlin. Heimstätte des Klubs ist die Willi-Sänger-Sportanlage, die 3000 Zuschauern Platz bietet.

## Geschichte

Historisches Logo von Elektra Berlin

Der FC Treptow wurde im Jahr 1925 unter dem Namen Werkverein der BEWAG Berlin gegründet und agierte ab seiner Gründung für viele Jahre als Fußballmannschaft der Bewag Berlin. Die Anfangsjahre der Berliner waren vor allem durch sportliche Erfolge geprägt. Sie konnten sich aber nie gegen etablierte Spitzenvereine wie Blau-Weiß 90 Berlin oder Hertha BSC bewähren. Dem 1932 in SV BEWAG Berlin sowie 1938 in SV Elektra Berlin umbenannten Verein gelang 1936 erstmals gemeinsam mit dem SC Union Oberschöneweide der Aufstieg in die Gauliga Berlin-Brandenburg. In der damals höchsten deutschen Spielklasse belegte der Werksverein in den folgenden Spielzeiten überwiegend untere Mittelfeldplätzen. In der Saison 1940/41 stieg Elektra Berlin gemeinsam mit den Berliner Lokalrivalen Tasmania Neukölln und dem Spandauer SV ab und nahm im Anschluss bis Kriegsende nicht mehr am Spielbetrieb teil.
1949 wurde der Verein als Betriebssportgemeinschaft (BSG) BEWAG wiedergegründet und 1950 in BSG Turbine BEWAG Berlin, 1974 in BSG Turbine Berlin und 1984 in BSG Turbine EKB Treptow umbenannt. Die Betriebssportgemeinschaft konnte sich nie im höherklassigen DDR-Fußball etablieren und pendelte zwischen der Bezirksklasse und der Bezirksliga. In der viert- und seit 1963 drittklassigen Bezirksliga war Turbine elf Spielzeiten vertreten, am längsten zwischen 1959 und 1966. 
Nach der Wende in Ostdeutschland zunächst unter dem Namen SV Turbine Berlin antretend, spielte der 1994 nach Fusion mit Lok Schöneweide in FC Treptow umbenannte Verein weiterhin unterklassig. Nachdem 1996 die Fußballabteilung des ehemaligen DDR-Ligisten NARVA Berlin zum FC Treptow übergetreten war, nahm der FC Treptow dessen Platz in der Landesliga, die bis 2001 gehalten wurde. Derzeitige Spielklasse ist die Kreisliga A.

## Statistik
- Teilnahme Gauliga Berlin-Brandenburg: 1936/37 bis 1940/41
- Teilnahme Tschammer-Pokal: 1938 (1. HR 1:2-Niederlage gegen den SV Dessau 05)
- Teilnahme FDGB-Pokal: 1949/50
- Meister der Handball-Gauliga Berlin-Brandenburg: 1939, 1941

## Personen
- André Hofschneider
- Jürgen Nöldner
- Kurt Raue